# Ben-Jason Dixon
Ben-Jason Dixon (geboren am 29. April 1998 in Kapstadt) ist ein südafrikanischer Rugby-Union-Spieler, der für die Stormers in der United Rugby Championship sowie Western Province im Currie Cup spielt. Seine regulären Positionen sind Zweite-Reihe-Stürmer (Lock) und Flügelstürmer (Flanker). Am 20. Juli 2024 gab er sein Länderspieldebüt für die Springboks gegen Portugal.
Dixon wurde in den Kader der Stormers für die Super Rugby-Saison 2020 berufen. Sein Debüt für die Stormers gab er in Runde 4 der Super Rugby Unlocked gegen die Bulls.